# Lamia (miasto)
Lamia (gr. Λαμία, Lamía) – miasto w centralnej Grecji, siedziba administracyjna regionu Grecja Środkowa, jednostki regionalnej Ftiotyda i gminy Lamia. W 2011 roku liczyło 52 006 mieszkańców.
Według jednej wersji nazwa miasta pochodzi od mitologicznej postaci imieniem Lamia.

## Zabytki
- Zamek usytuowany jest na wzgórzu, nad miastem, od razu służył też kontroli szlaków komunikacyjnych Północ-Południe i Wschód-Zachód. Ślady budownictwa sięgają tu epoki brązu (2800–1000 p.n.e.). Zachowane i niemal kompletne, jedno z pasm murów obronnych i jego dwie bramy, noszą szatę z okresu po wojnie o niepodległość, niemniej zawierają elementy aż z V p.n.e. Wewnętrznie, zamek podzielony jest na trzy, współpracujące części, z których dwie mogły się bronić także samodzielnie, w wypadku sforsowania bram przez wrogów. Główna brama nosiła nazwę "Σιδηρά" - cała z żelaza. W starożytności akropolis stanowiła część obszerniejszego, miejskiego systemu obronnego. Uczestniczyła w większości ważnych konfliktów. Od roku 190 n.e. w rękach rzymskich, następnie znów w greckich, skoro bizantyńskich, w wiekach XIII i XIV w rękach łacinników, konkretnie Franków i Katalończyków. Od roku 1446 i przez 387 lat nad fortyfikacjami zapanowali Turcy. Od 1833r, czyli od daty wejścia Lamii w skład odrodzonego państwa, po rok 1940, zamek znów służył wojsku greckiemu. By po II wojnie światowej udzielić gościny Okręgowemu Muzeum Archeologicznemu
- XIV-wieczny, bizantyński monastyr św. Agatona w Lamii
- Most Gorgopotamos, z jego historyczną rolą w historii narodowych ruchów oporu II wojny światowej.
- Jaskinia Arsali, w pobliskich górach Iti
- Monastyr w Damaście, fragmentami, w tym główna świątynia - XI-wieczny
- Zamek bizantyński w Ipati (Ypati)

- by wymienić te, stanowiące obiekt zainteresowania nie tylko Greków

## Muzea i galerie sztuki
- Okręgowe Muzeum Archeologiczne
- Muzeum Bizantyjskie
- Galeria obrazów im. Alekosa Kontoulosa
- Centrum informacyjno-historyczne w Termopilach (działające od 2010r)
- Muzea etnograficzne Kostaleksiou, Rodonii i Ftiotidy
- Muzeum Radiofonii
- Muzeum Kolejnictwa
- Muzeum Historii Naturalnej
- Muzeum, poświęcone metodom wykorzystania energii wodnej
- Archiwa historyczne Lamii[2]
- także inne, wymienione na linkowanej poniżej stronie informacji turystyczniej i kulturalnej

## Okręgowe Muzeum Archeologiczne

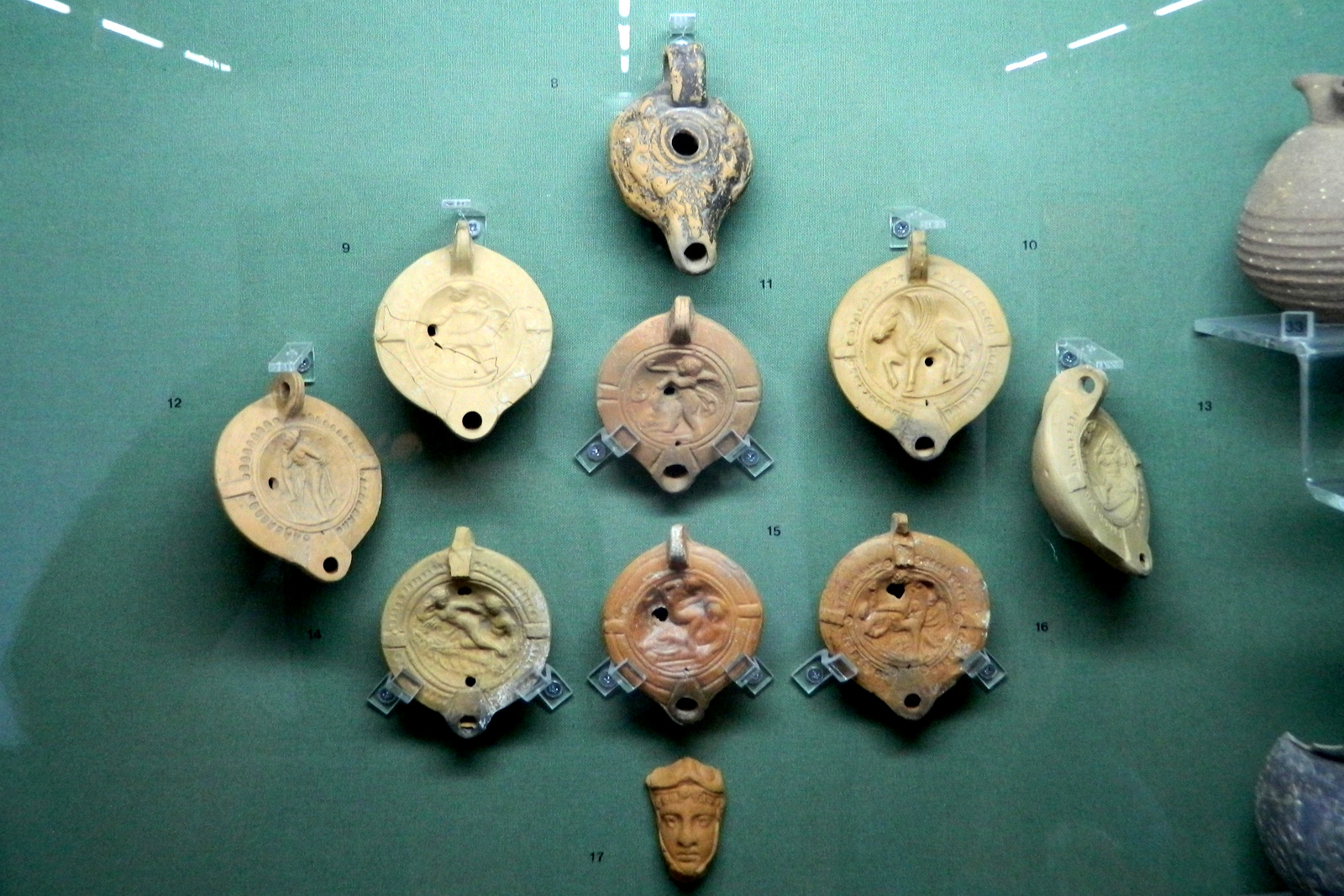
Kaganki, niektóre z przedstawieniami erotyki

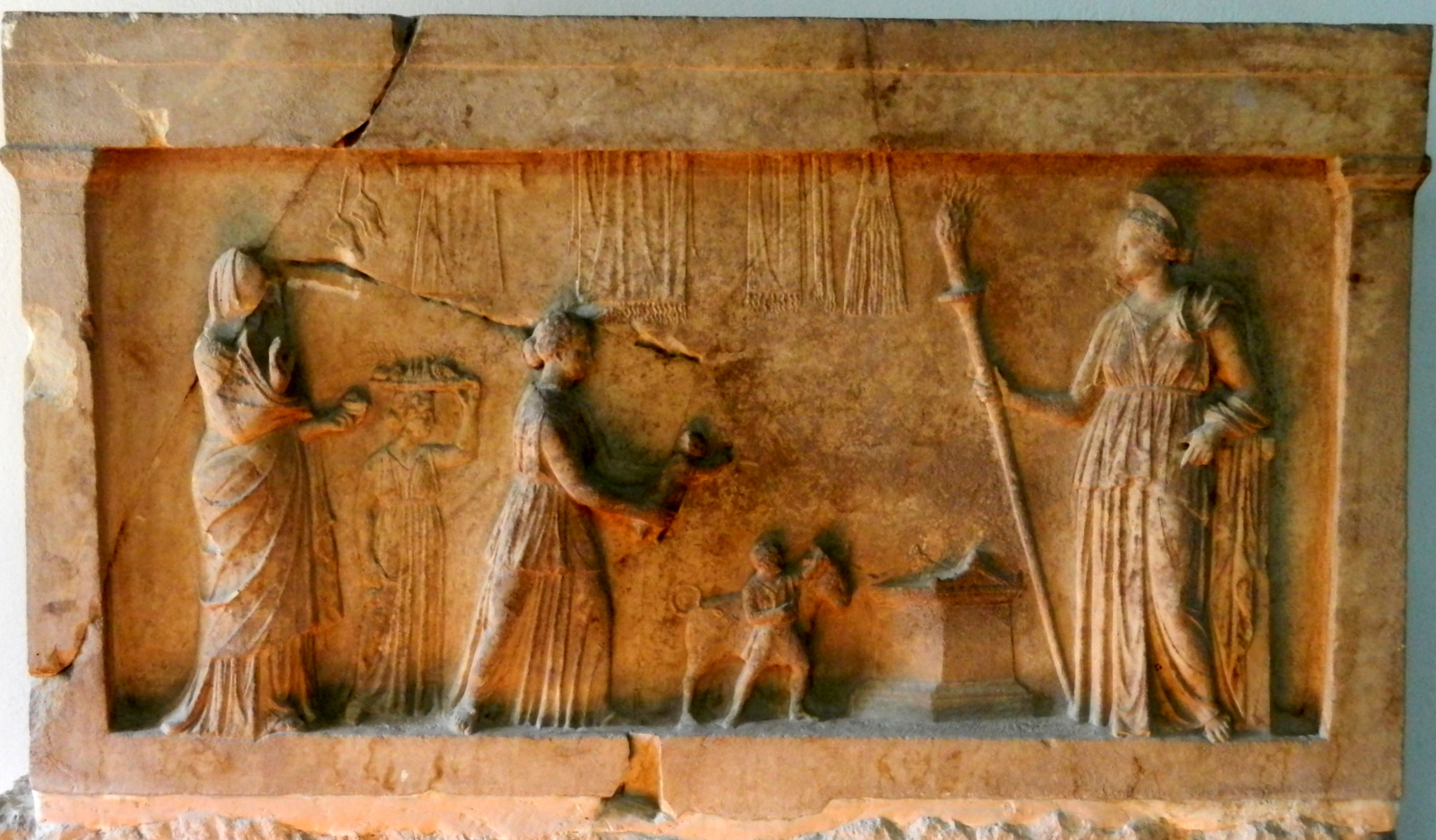
Porównaj: polski opis tego zdjęcia

Przedstawia niedużą, wszakże bardzo reprezentatywną, przystępnie opisaną i zwartą kolekcję znalezisk, od okresu neolitycznego, przez wszystkie okresy greckie, rzymski i grecki-bizantyński. Sam budynek muzeum, harmonijnie wpisany w plener lamijskiego zamku, także przypomina rekonstrukcję założeń znacznie wcześniejszych.

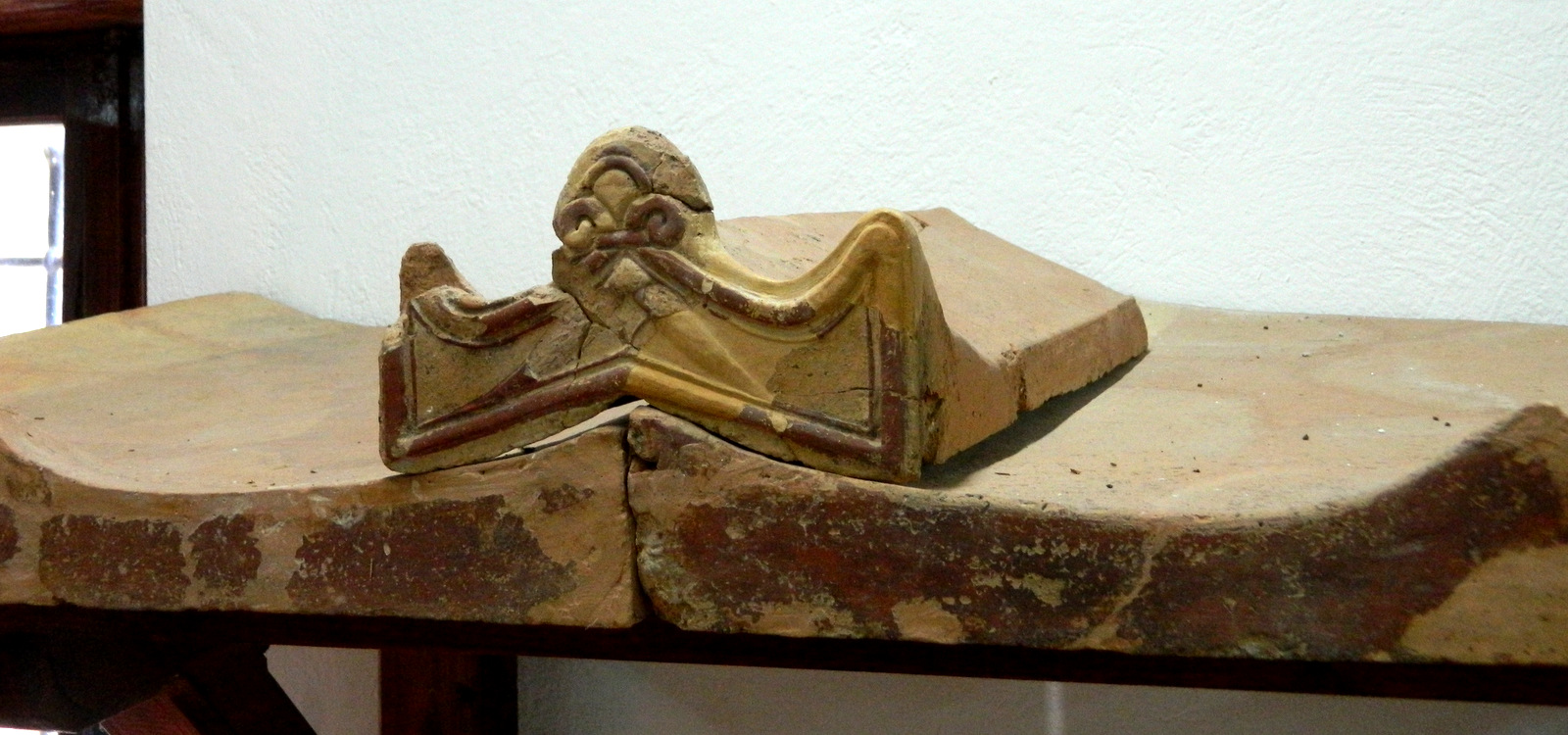
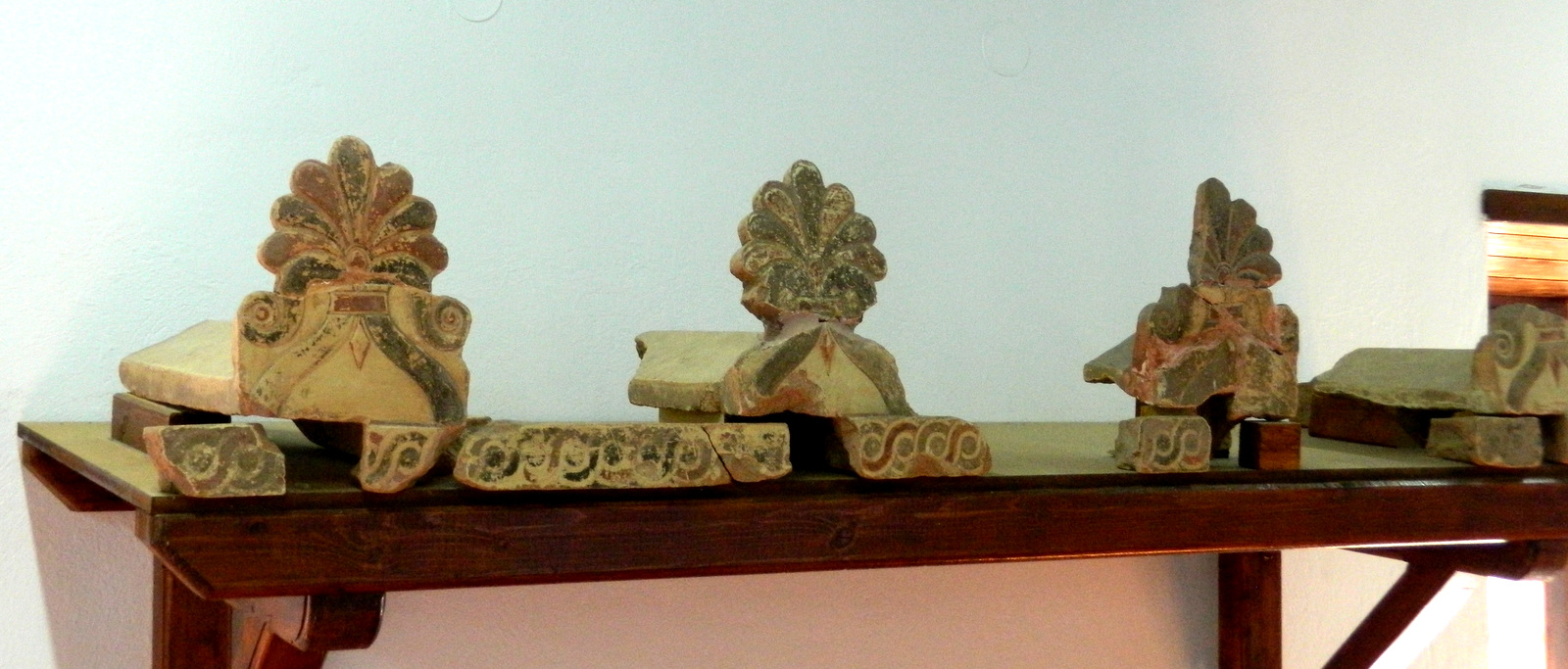
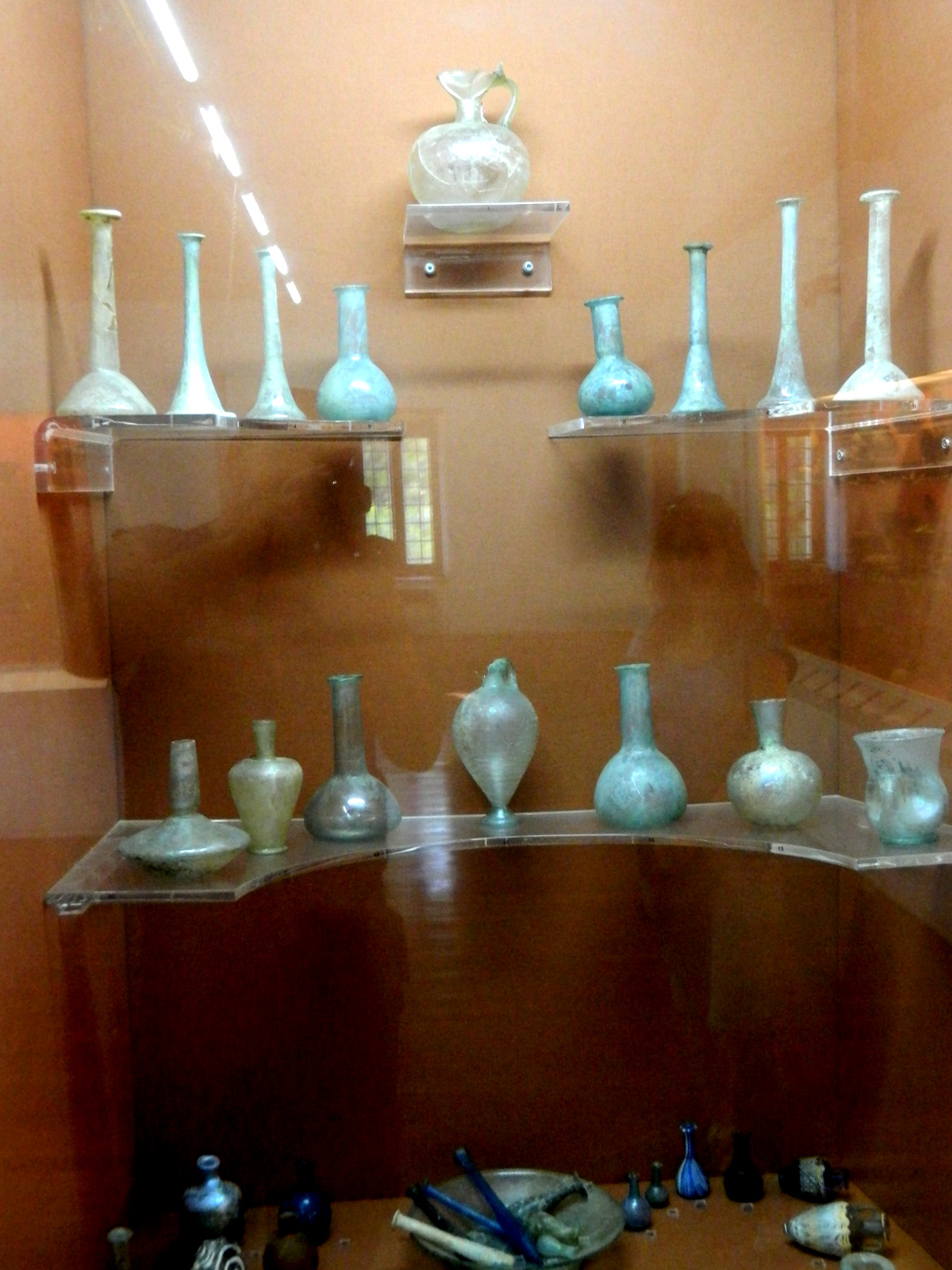
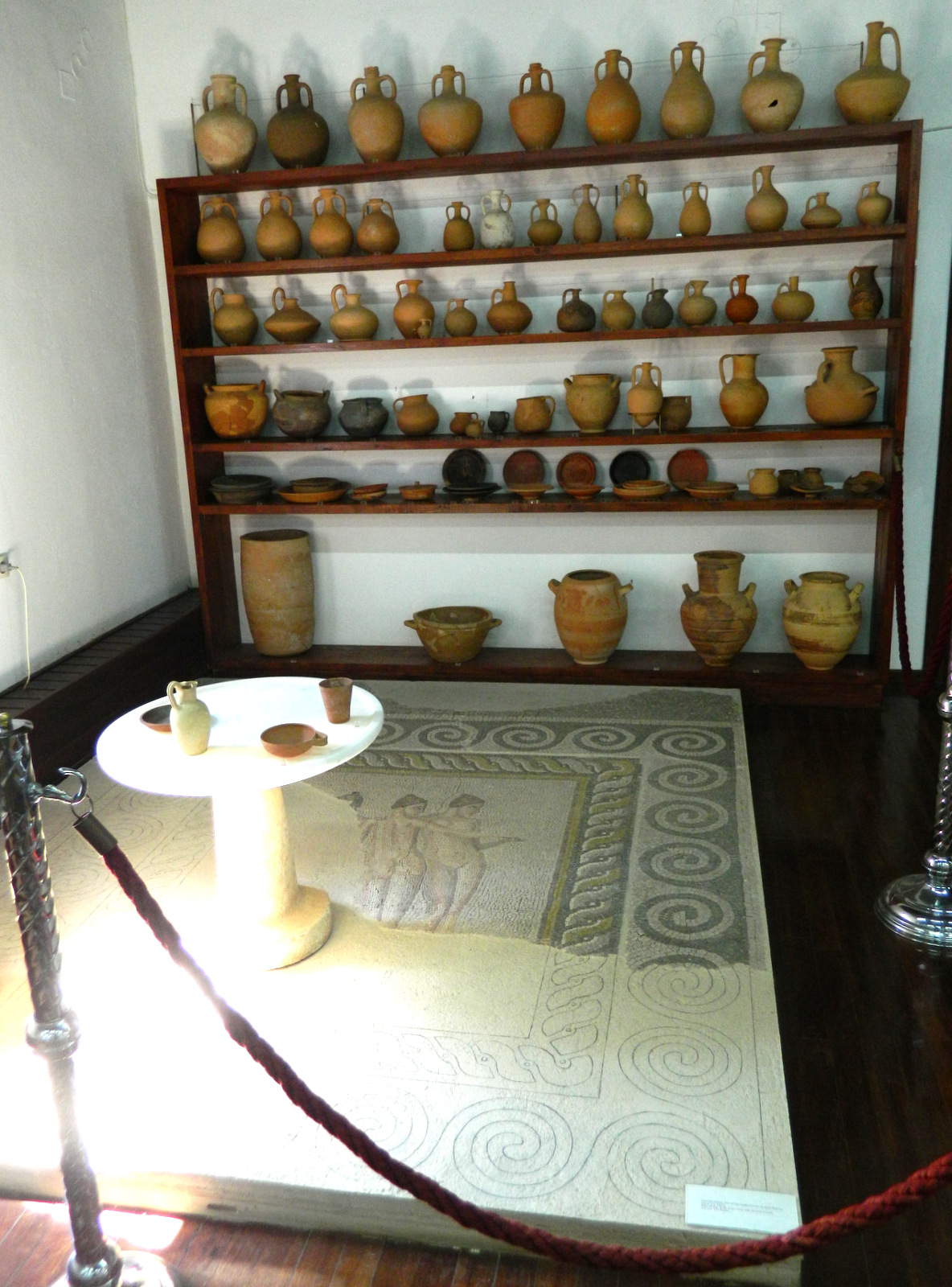
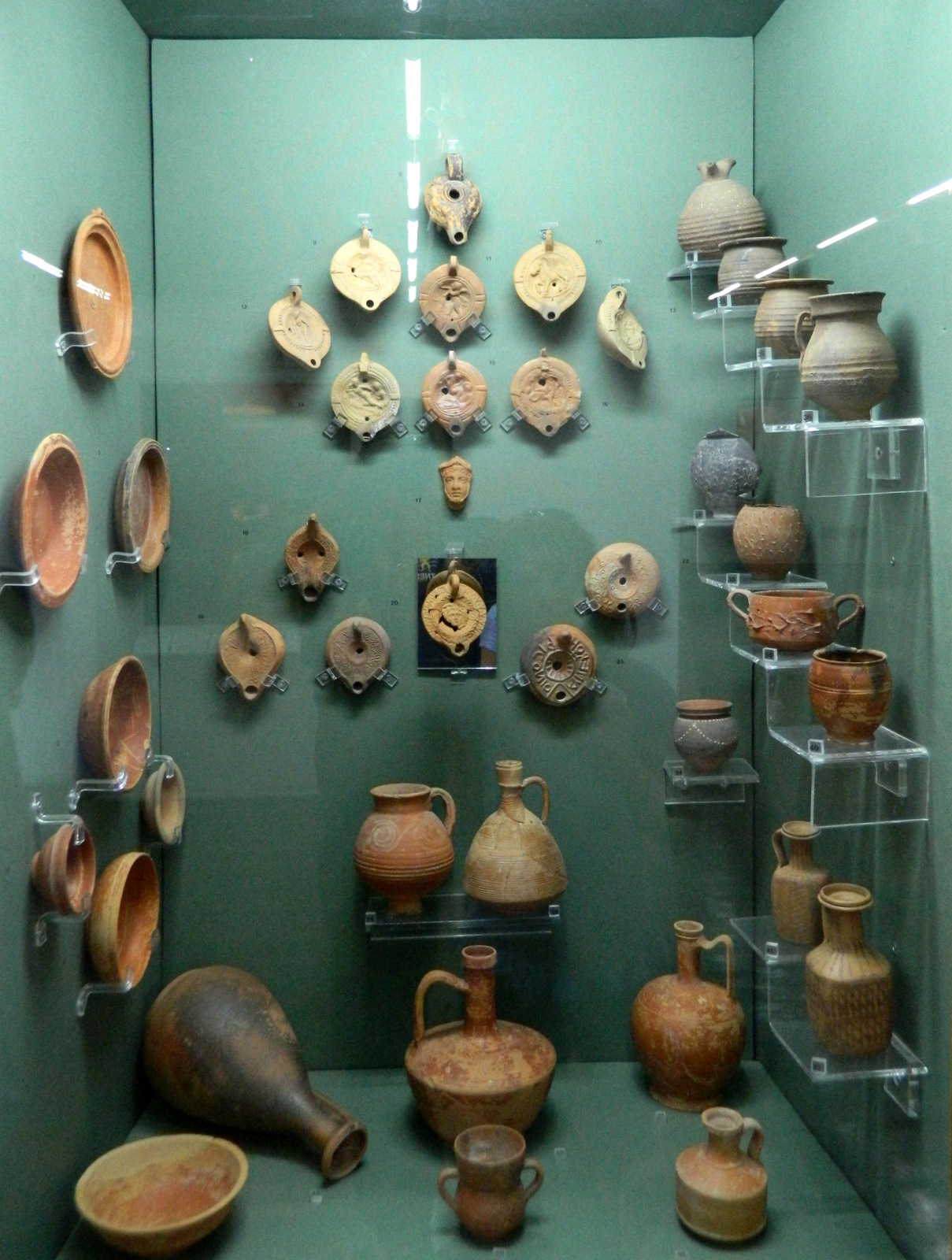
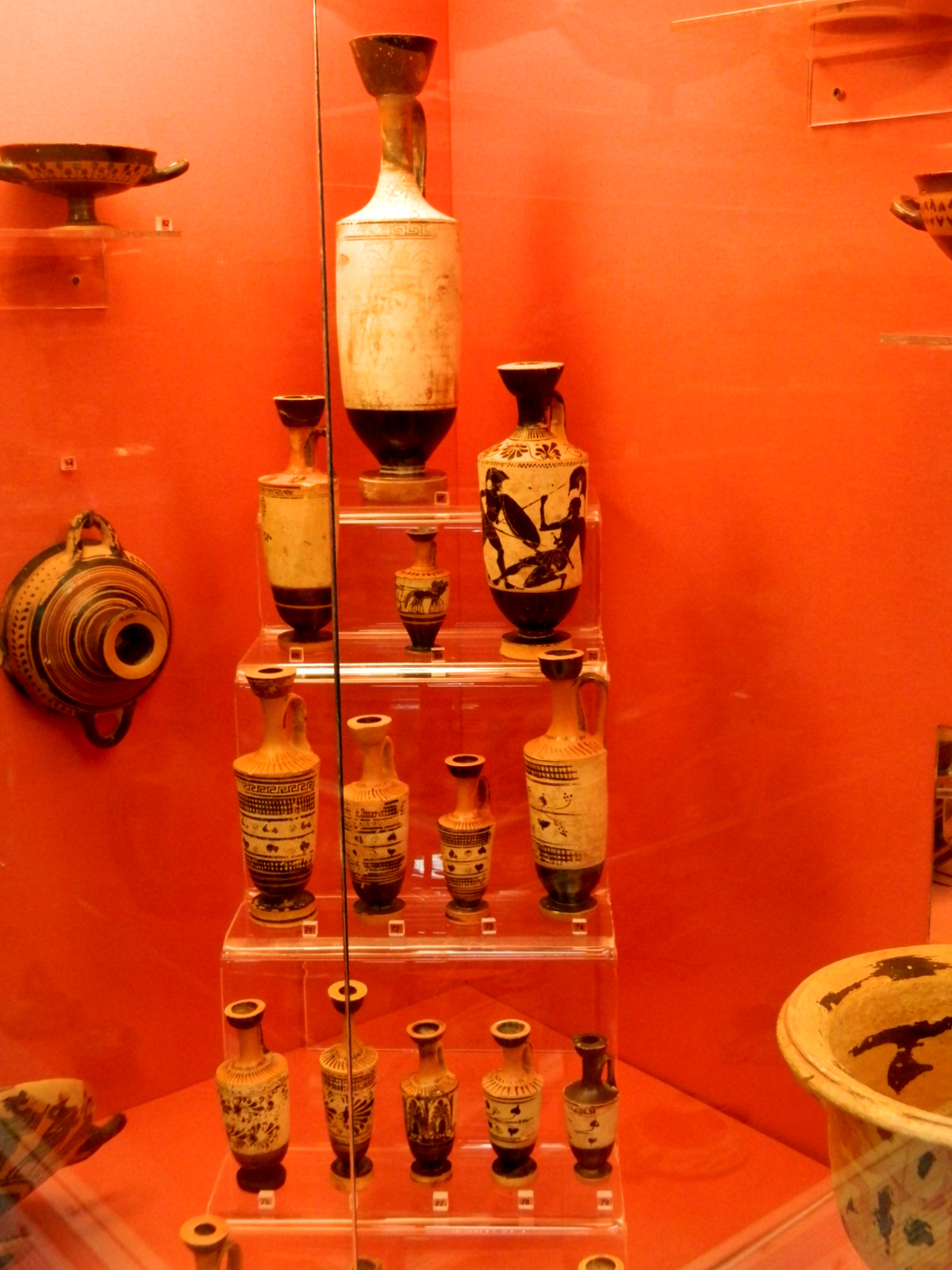
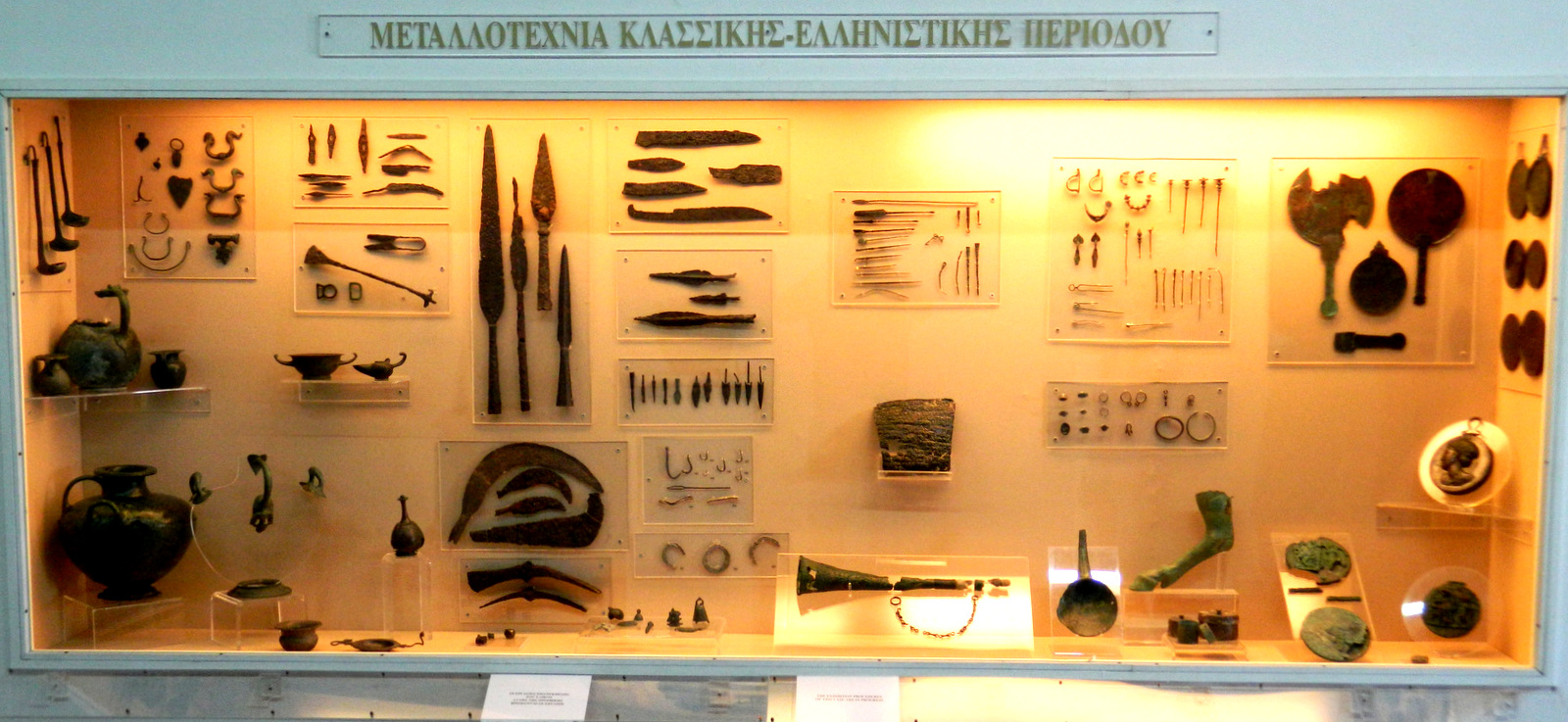
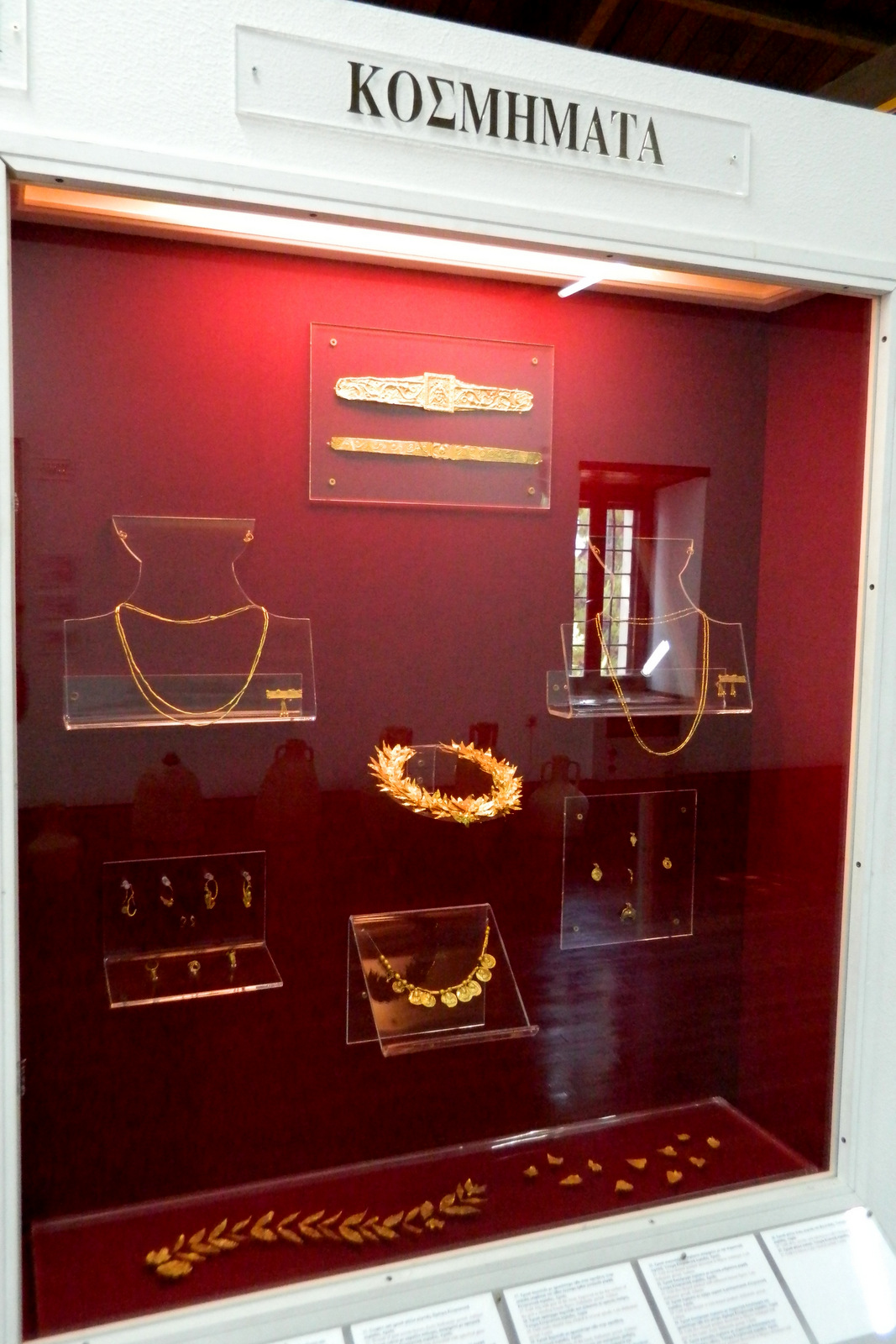
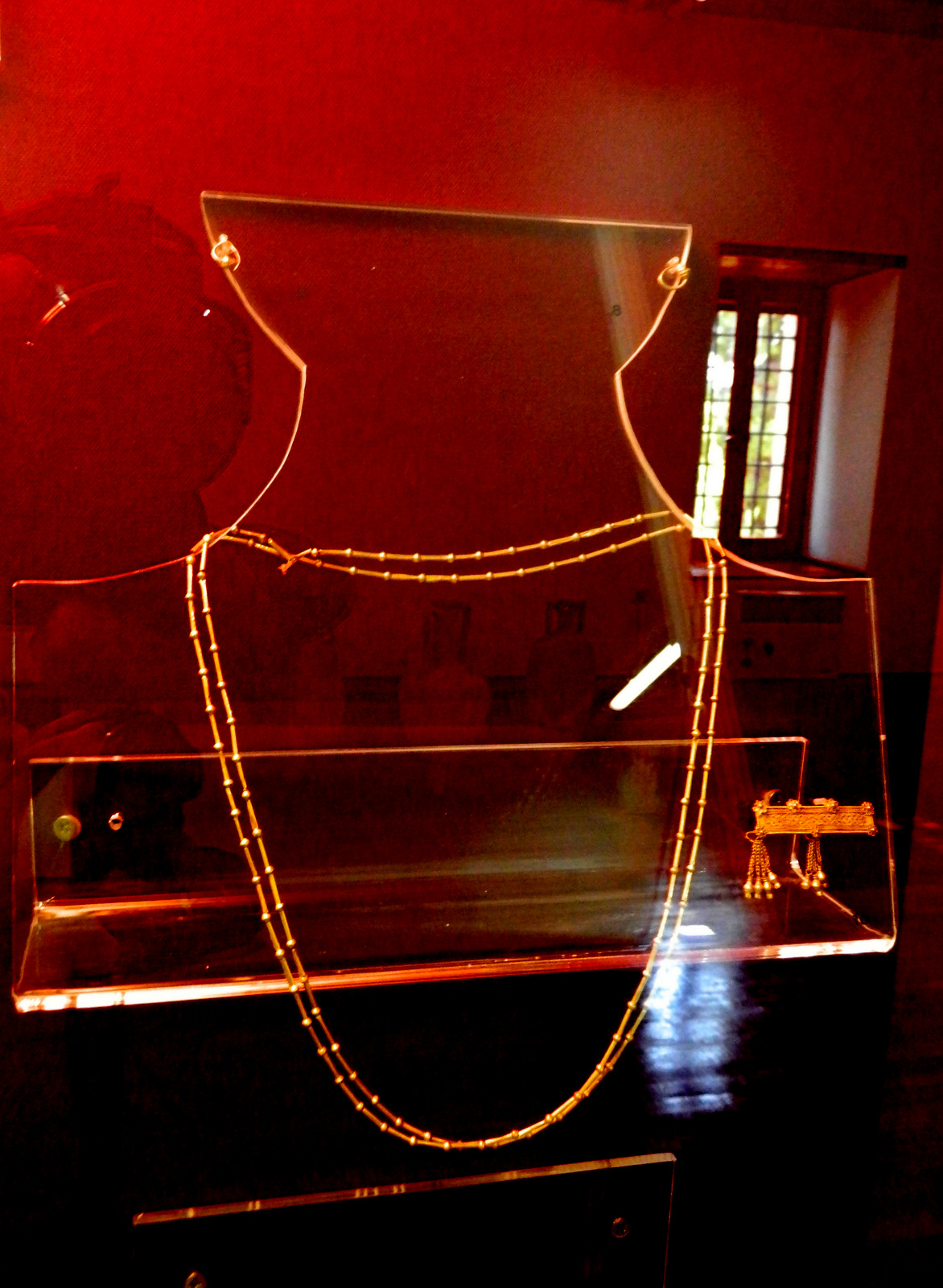
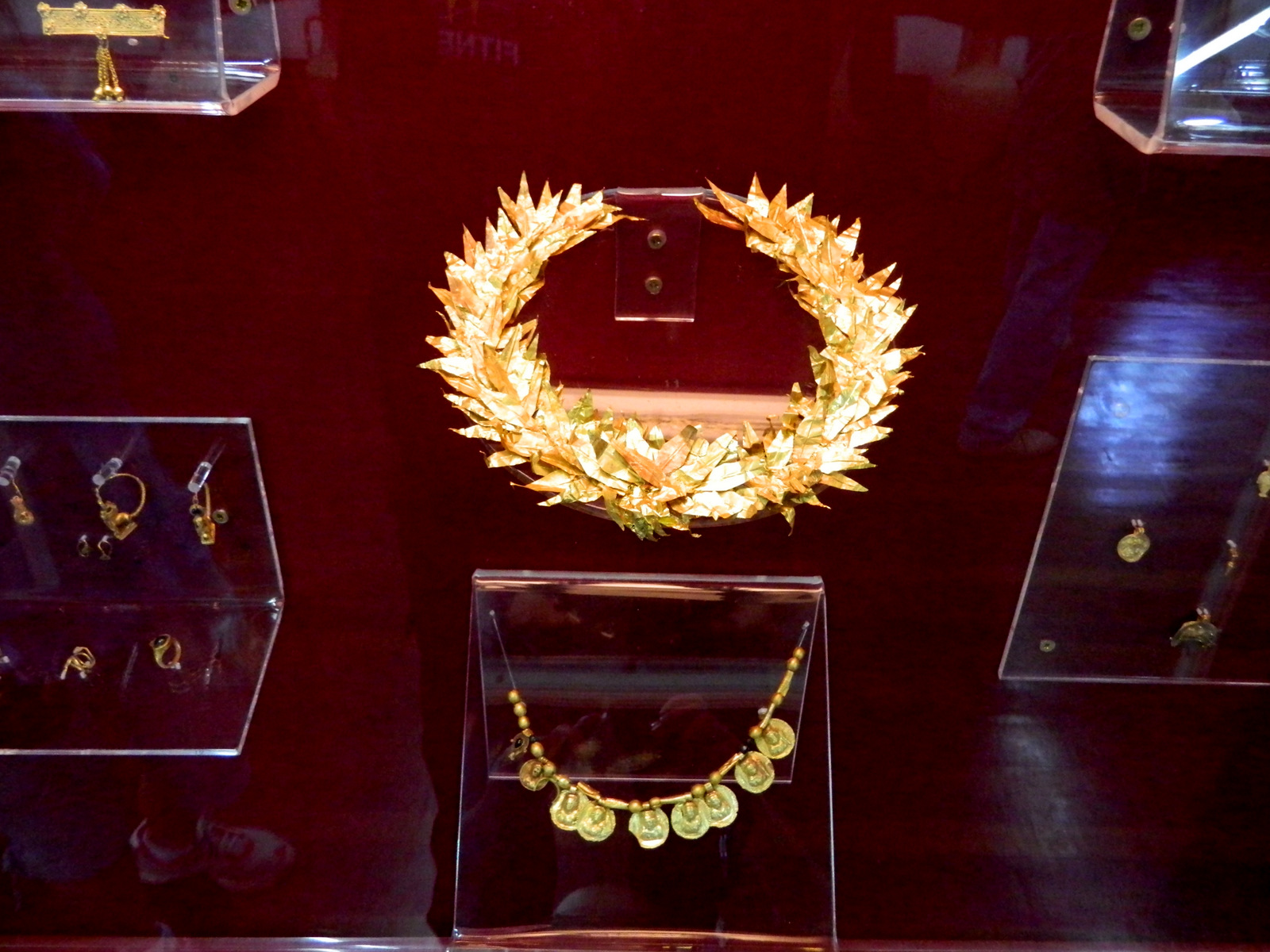
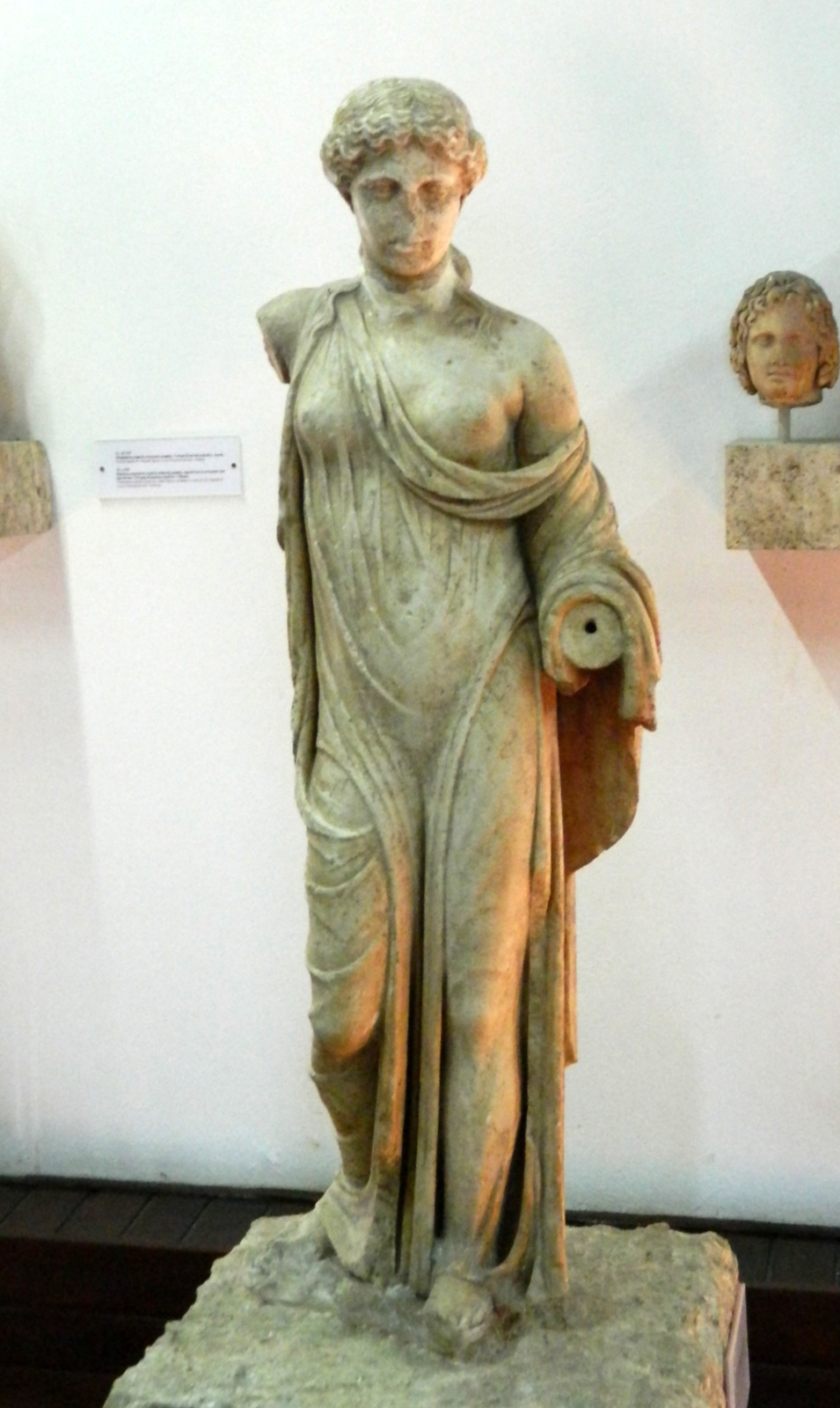
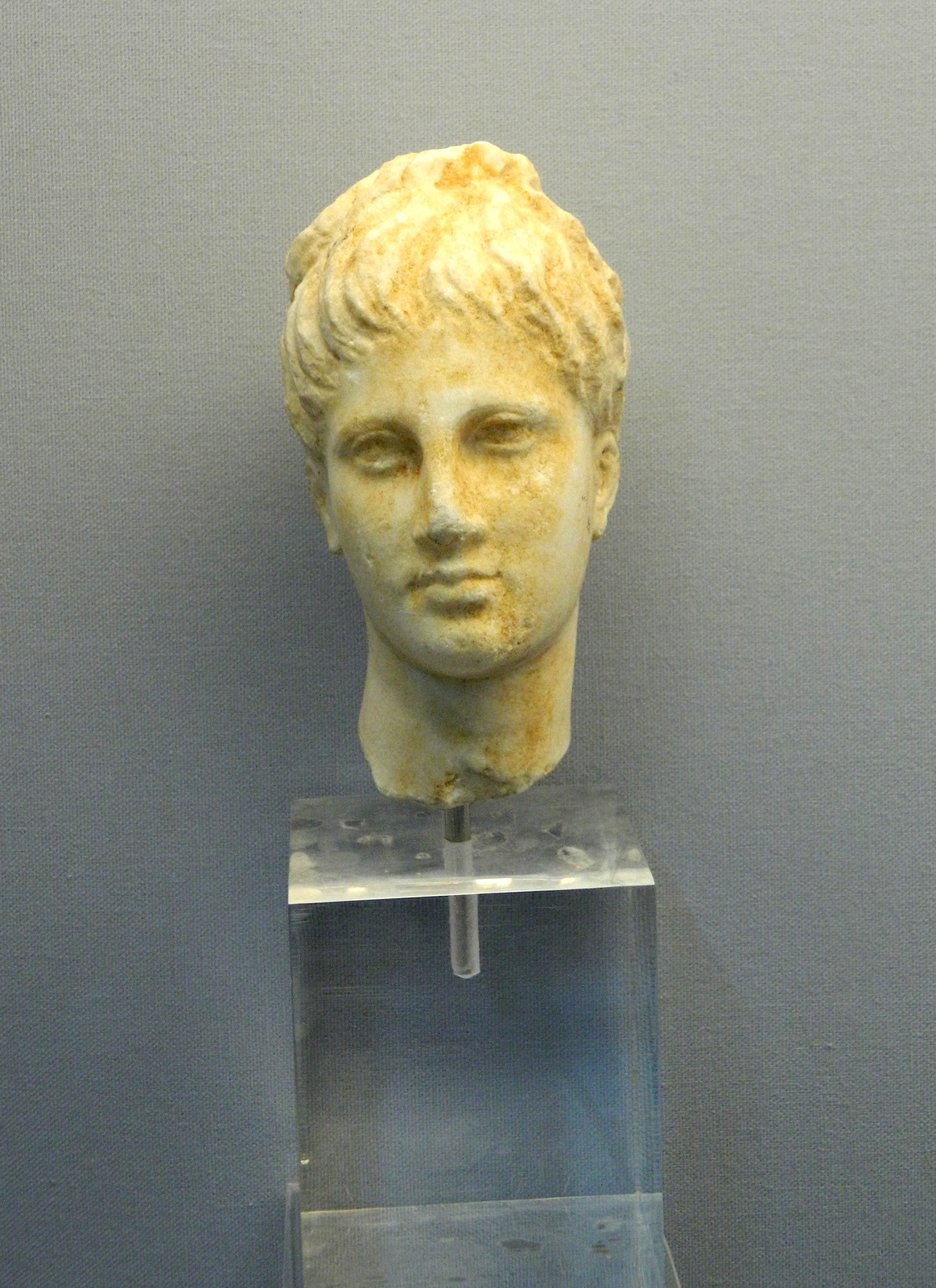
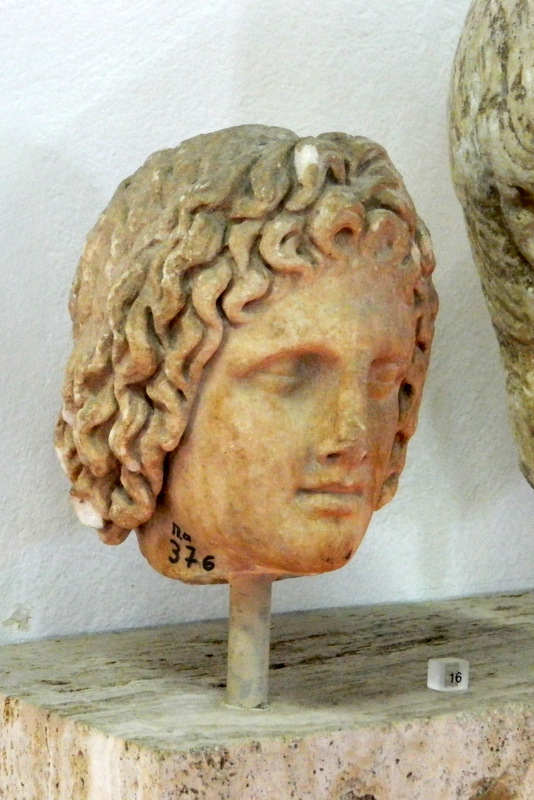
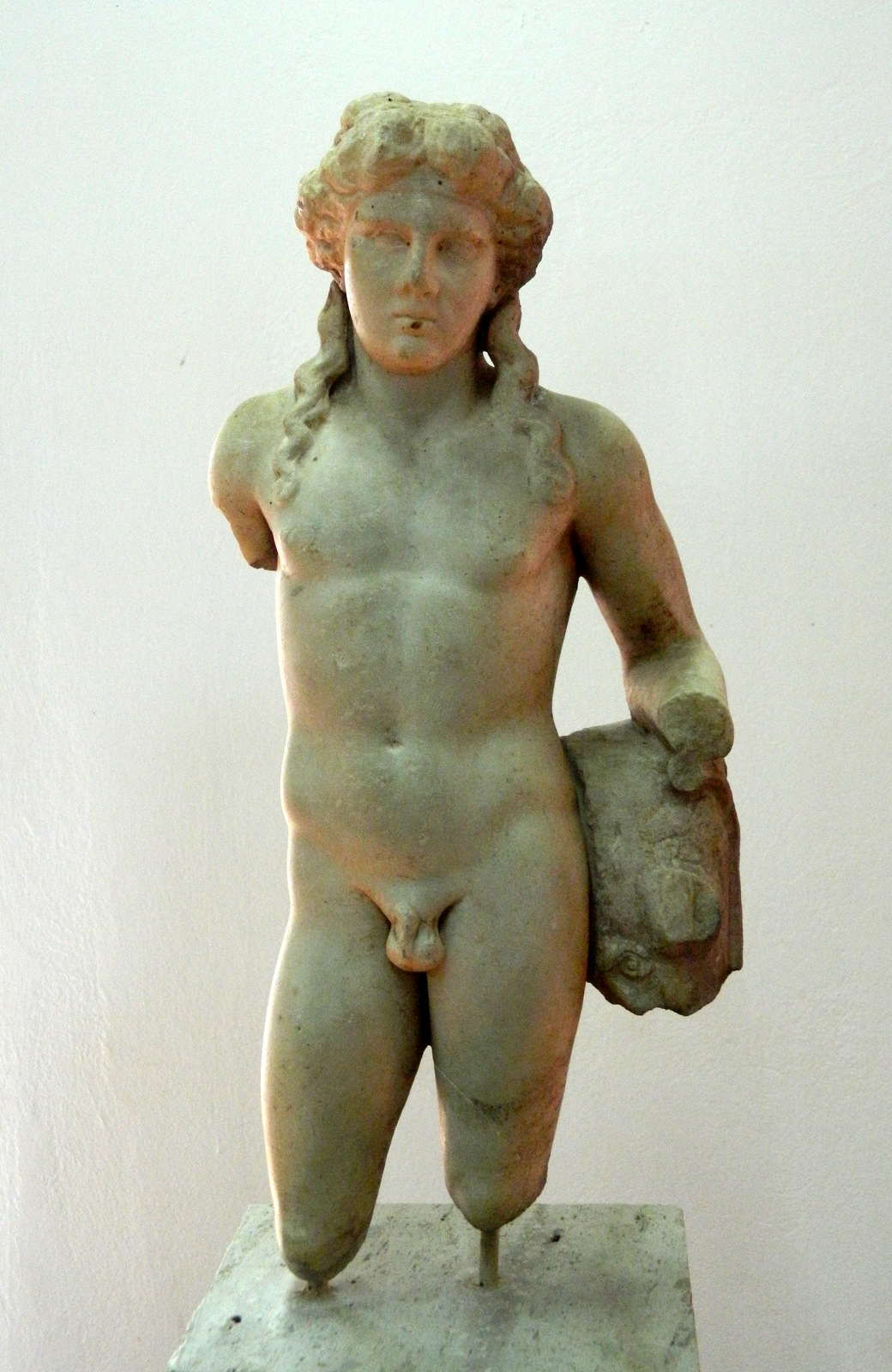

## Sławni Lamijczycy i ich pomniki

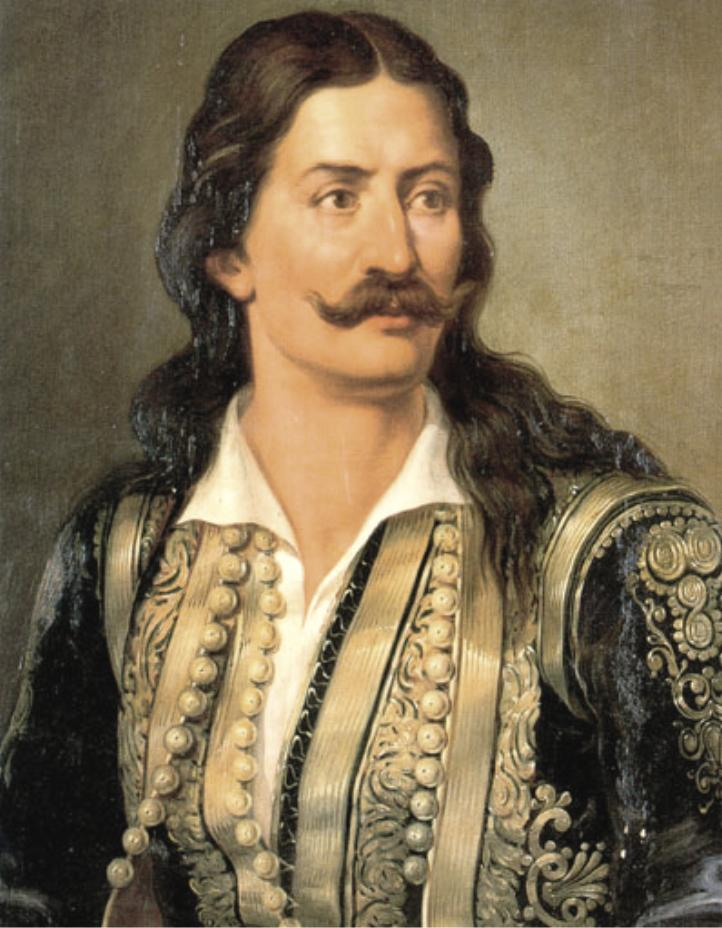
Atanasios Diakos

Dominują te związane z bojami o niepodległość. Z Lamii pochodzili m.in. – uwiecznieni aż kilkakrotnie – podręcznikowy grecki bohater walk wyzwoleńczych przeciw Turcji Atanasios Diakos, a z okresu II wojny światowej założyciel i kapetanios ruchu partyzanckiego ELAS, Aris Weluchiotis.

## Baza noclegowa
Prócz hoteli i kempingów, przejezdny może z korzystać z licznych, czystych, dobrze wyposażonych i zdecydowanie tanich pokojów gościnnych, których najlepiej szukać w miejscowościach z lokalnymi gorącymi źródłami, w bezpośrednim sąsiedztwie miasta, przykład okolicy Termopil.

## Miasta partnerskie
- Rzeszów, Polska